# 7:35 de la mañana
7:35 de la mañana és un curtmetratge musical rodat en blanc i negre pel director, actor i guionista càntabre Nacho Vigalondo l'any 2003; va suposar la seva primera incursió cinematogràfica com a director. En ella també hi actua, canta, i representa una peculiar i desastrosa coreografia.
Es tracta d'una història aparentment surrealista, amb una forta càrrega d'humor negre i una intriga sostinguda fins a la sorpresa final, i que es desenvolupa en un escenari únic: una cafeteria.
Va tenir força èxit tant per part de la crítica com del públic, i va rebre diversos premis i nominacions en diferents festivals de cinema, d'entre les quals la de l'Oscar al millor curtmetratge.

## Argument
Una dona entra en una cafeteria a esmorzar, com fa habitualment, i demana un cafè i una pasta. Estranyada, observa que els cambrers i els clients estan completament en silenci, i que hi dos músics al fons. De cop i volta, un individu surt de darrere d'una columna i comença a cantar una cançó i, de mica en mica, s'hi aniran incorporant la resta de persones del bar.
Sembla una declaració d'amor en la qual tots hi participen, alegre i improvisada, fins al moment en què un client no és capaç de llegir el text que li toca cantar; llavors, l'home l'amenaça deixant al descobert els cartutxos de dinamita que duu enganxats al seu cos.
La dona, espantada, avisa pel mòbil a la policia, que arriba en el moment en què s'acaba la cançó i l'individu surt de la cafeteria amb una gran bossa de confeti.

## Repartiment
- Marta Belenguer: dona
- Nacho Vigalondo: individu
- Antonio Tato: Luis / Cambrer
- Borja Cobeaga: Ajudant cambrer 1
- Javier Reguilón: Ajudant cambrer 2
- Alejandro Garrido: client barra
- César Velasco: client 1
- Esperanza Palacios: client 2
- Manuel Nebreda: client 3
- Sebastian Elices: client 4
- Resu Vigalondo: client 5
- Dolores Gonzalez: client 6
- Alejandro Tejerías: client 7
- Patricia Maldonado: client 8
- Javier Sanchez De La Cima: Nen 1
- Santiago De Los Santos: Nen 2

## Guardons

### Premis
- Premi del públic al millor curtmetratge al Festival de Cinema Fantàstic de Suècia[1][2]
- Premi de la Joventut al Festival Internacional de Curtmetratges de Clermont-Ferrand, a França (conegut com el Cannes dels curtmetratges)
- Premis del públic, del jurat d'estudiants, i menció especial al Festival de cinema de Milà.
- Premi UIP al Festival de Curtmetratges de Drama (Grècia)
- Premi Lluna de Bronze al millor curtmetratge al Festival de Cinema Jove de València
- Premi al millor curtmetratge a Sotocine (Mostra de curts i llargs de Cantàbria)

### Nominacions
- Nominat a l'Oscar al millor curtmetratge[3]
- Nominat al millor curtmetratge per l'Acadèmia de Cinema Europeu
- Segon lloc a la Competició de curtmetratges iberoamericans